# Vera Schneidenbach
 (février 2025).
Vera Schneidenbach (née en 1946 à Warnemünde) est une chanteuse allemande.

## Biographie
Elle est d'abord illustratrice technique dans un chantier naval de Rostock puis va à Dresde étudier l'ingénierie des avions. Elle est découverte par Heinz Quermann qui l'invite à la Deutscher Fernsehfunk. Jusqu'à la fin de la RDA, elle fait une centaine d'apparitions à la radio et à la télévision.
Schneidenbach se fait un nom en interprétant des musiques d'inspiration populaire et folklorique. Elle se produit dans une trentaine de pays, notamment de l'Union Soviétique. Après la réunification, elle perd son succès du temps de la RDA mais se produit de temps en temps sur des scènes locales.
Elle est la tante de l'acteur Felix von Jascheroff. Elle est la petite-fille du grand-duc russe de Saint-Pétersbourg Nicolas von Jascheroff. Du temps de la RDA, elle cachait ses origines nobles.

## Source de la traduction
- (de) Cet article est partiellement ou en totalité issu de l’article de Wikipédia en allemand intitulé « Vera Schneidenbach » (voir la liste des auteurs).